# Лисянь (Хэбэй)
Лисянь (кит. упр. 蠡县, пиньинь Lǐ xiàn) — уезд городского округа Баодин провинции Хэбэй (КНР).

## История
Во времена империи Западная Хань был создан уезд Лиу (蠡吾县). При империи Восточная Хань император Хуань-ди в 146 году посмертно даровал своему отцу, который был Лиуским хоу, императорский титул, построил его поминальный храм, и выделил эту часть владения в отдельный уезд Болин (博陵县). При империи Северная Ци оставшаяся часть Лиу была присоединена к Болину.
После монгольского завоевания чжурчжэньской империи Цзинь уезд Болин в 1266 году был разделён: его восточная часть (современный уезд Лисянь) вошла в состав области Личжоу (蠡州), а западная часть (современный уезд Бое) — в состав уезда Пуян (蒲阴县). При империи Мин в 1375 году область Личжоу была преобразована в уезд Лисянь, подчинёный Баодинской управе (保定府). После Синьхайской революции управы были упразднены, и уезд стал подчиняться непосредственно провинции.
В августе 1949 года был создан Специальный район Динсянь (定县专区), и уезд вошёл в его состав. В 1954 году уезд был передан в состав Специального района Баодин (保定专区).  В 1958 году уезд Ли был присоединён к уезду Гаоян, но в 1962 году воссоздан вновь. В 1968 году Баодинский специальный район был переименован в Округ Баодин (保定地区). Постановлением Госсовета КНР от 23 декабря 1994 года округ Баодин и город Баодин были расформированы, а на их территории был образован Городской округ Баодин, в состав которого вошёл и уезд Ли.

## Административное деление
Уезд Ли делится на 9 посёлков и 4 волости.